# N-((9Z)-9-Octadecen-1-yl)-1,3-propandiamin
N-[(9Z)-9-Octadecen-1-yl]-1,3-propandiamin ist eine chemische Verbindung aus der Gruppe der aliphatischen Diamine.

## Eigenschaften
N-[(9Z)-9-Octadecen-1-yl]-1,3-propandiamin ist eine brennbare, schwer entzündbare, weiß-graue Flüssigkeit, die praktisch unlöslich in Wasser ist.

## Verwendung
N-[(9Z)-9-Octadecen-1-yl]-1,3-propandiamin wird als Korrosionsschutzmittel für Metallbearbeitungsflüssigkeiten, Bitumenemulgator für Autounterbodenschutz, als chemisches Zwischenprodukt, als Flotationsmittel und weitere Anwendungen eingesetzt.